# Brienomyrus kingsleyae
Brienomyrus kingsleyae är en fiskart som först beskrevs av Günther, 1896.  Brienomyrus kingsleyae ingår i släktet Brienomyrus och familjen Mormyridae.

## Underarter
Arten delas in i följande underarter:
- B. k. kingsleyae
- B. k. eburneensis